# Christian Battaglia
Christian Battaglia také Christian svobodný pán von Battaglia (7. prosince 1914 Bratronice u Blatné - 24. srpna 1991 Strakonice) byl český amatérský cyklista, jenž v sedle kola ujel kolem 935 000 km. Byla po něm pojmenována šumavská silniční cyklotrasa č. 33. Měl sestru Blanku.
Pocházel z benátského šlechtického rodu Battagliů, jehož historie sahá do 17. století. Jeho první zahraniční cesta do francouzského Marseille skončila nehodou. Srazil se s automobilem a hrozila mu amputace nohy, přesto se vlakem vrátil do vlasti, kde se podařilo českým lékařům ho vyléčit. Rodina Battagliů byla pro svůj šlechtický původ perzekvována, zámek v Bratronicích spolu s okolními pozemky byl zestátněn, a Battagliové byli pouze nájemníci. Za komunistického režimu byl 5 měsíců vězněn za krádež a následně propuštěn z České zbrojovky Strakonice. Poté pracoval jako závozník u Pozemních staveb.
Účastnil se 25 ročníků nejdelšího národního cyklomaratonu Praha–Karlovy Vary a zpět, ale nikdy nevyhrál žádný větší závod. Zemřel v sedle kola na úpatí kopce Tisovník kousek od Strakonic, když se vracel zpět domů, do Bratronic. V Bratronicích ho připomíná pamětní deska. I když má rodina Battagliů hrobku na kraji lesa čtyři kilometry od Bratronic, on sám v ní na vlastní přání pohřben není.
Ota Pavel napsal o Christianovi Battagliovi povídku Baroni na kolech, která je zařazena do sbírky Syn celerového krále.